# 西皮奧里亞鎮區 (伊利諾伊州皮奧里亞縣)
西皮奧里亞鎮區（英語：West Peoria Township）是位於美國伊利諾伊州皮奧里亞縣的一個行政鎮區。

## 地方資料
根據2010年美國人口普查的數據，西皮奧里亞鎮區的面積為9.20平方千米，當中陸地面積為8.70平方千米，而水域面積為0.50平方千米。當地共有人口1012人，而人口密度為每平方千米110人。